# Panwat Gimsrang
Panwat Gimsrang (* 18. Januar 1995 in Kanchanaburi) ist eine thailändische Leichtathletin, die sich auf den Hammerwurf spezialisiert hat.

## Sportliche Laufbahn
Erste internationale Erfahrungen sammelte Panwat Gimsrang bei den Südostasienspielen 2011 in Palembang, bei denen sie mit einer Weite von 47,36 m den fünften Platz belegte. 2012 wurde sie bei den Juniorenasienmeisterschaften in Colombo mit 47,22 m Sechste. 2013 siegte sie bei den Südostasienspielen in Naypyidaw mit neuem Landesrekord von 54,96 m und 2014 gewann sie bei den Juniorenasienmeisterschaften in Taipeh mit 54,66 m die Silbermedaille hinter Hung Hsiu-wen aus Taiwan gewann. Daraufhin belegte sie bei den Asienspielen im südkoreanischen Incheon mit 52,69 m Rang sieben. Bei den Südostasienspielen 2015 in Singapur gewann sie mit 55,47 m die Silbermedaille hinter ihrer Landsfrau Mingkamon Koomphon und 2017 sicherte sie sich bei den Südostasienspielen in Kuala Lumpur mit 56,06 m die Bronzemedaille hinter der Malasierin Grace Wong Xiu Mei und Landsfrau Koophon. 2018 belegte sie bei den Asienspielen in Jakarta mit 55,59 m den achten Platz. Im Jahr darauf wurde sie bei den Asienmeisterschaften in Doha mit einer Weite von 55,04 m Sechste und gewann bei den Südostasienspielen in Capas mit 55,84 m die Bronzemedaille hinter Koophon und Wong Xiu Mei aus Malaysia. Auch bei den Südostasienspielen in Hanoi gewann sie mit 49,64 m hinter diesen beiden Athletinnen die Bronzemedaille. 2023 gelangte sie dann bei den Südostasienspielen in Phnom Penh mit 49,05 m auf Rang vier und belegte anschließend bei den Asienmeisterschaften in Bangkok mit 57,14 m den achten Platz.
In den Jahren 2016 und 2021 wurde Gimsrang thailändische Meisterin im Hammerwurf.